# Jan Wyżykowski
Jan Wyżykowski (31. března 1917 Haczów – 29. října 1974 Varšava) byl polský geolog, odborník na geologii ložisek měděných rud.

## Život
Po ukončení základní školy v rodném městě, začal střední školu v Rozwadowu a absolvoval v Krakově, kde v roce 1936 maturoval na lyceu Jana III Sobieského.
Krátkou dobu studoval v kněžském semináři, vzdělával se i v operním zpěvu u profesora Bronisława Romaniszyna. Hudební vzdělávání přerušila nemoc hltanu, po které začal studovat na filozofické fakultě Jagellonské univerzity. Výuku přerušila druhá světová válka. Během okupace pracoval v Sociální pojišťovně v Krakovu.
Po válce studoval na Hornicko-hutnické Akademii v Krakovu, kde vystudoval hornické inženýrství. Zároveň začal pracovat v Bytomském Podniku Uhelného Průmyslu na začátku jako asistent, potom jako správce provozu v dolech černého uhlí: Łagiewniki, a následně Radzionków. SZde sbíral materiály ohledně technologie a černého uhlí. V roce 1950 získal akademický titul inženýr-horník a titul inženýr technických věd.

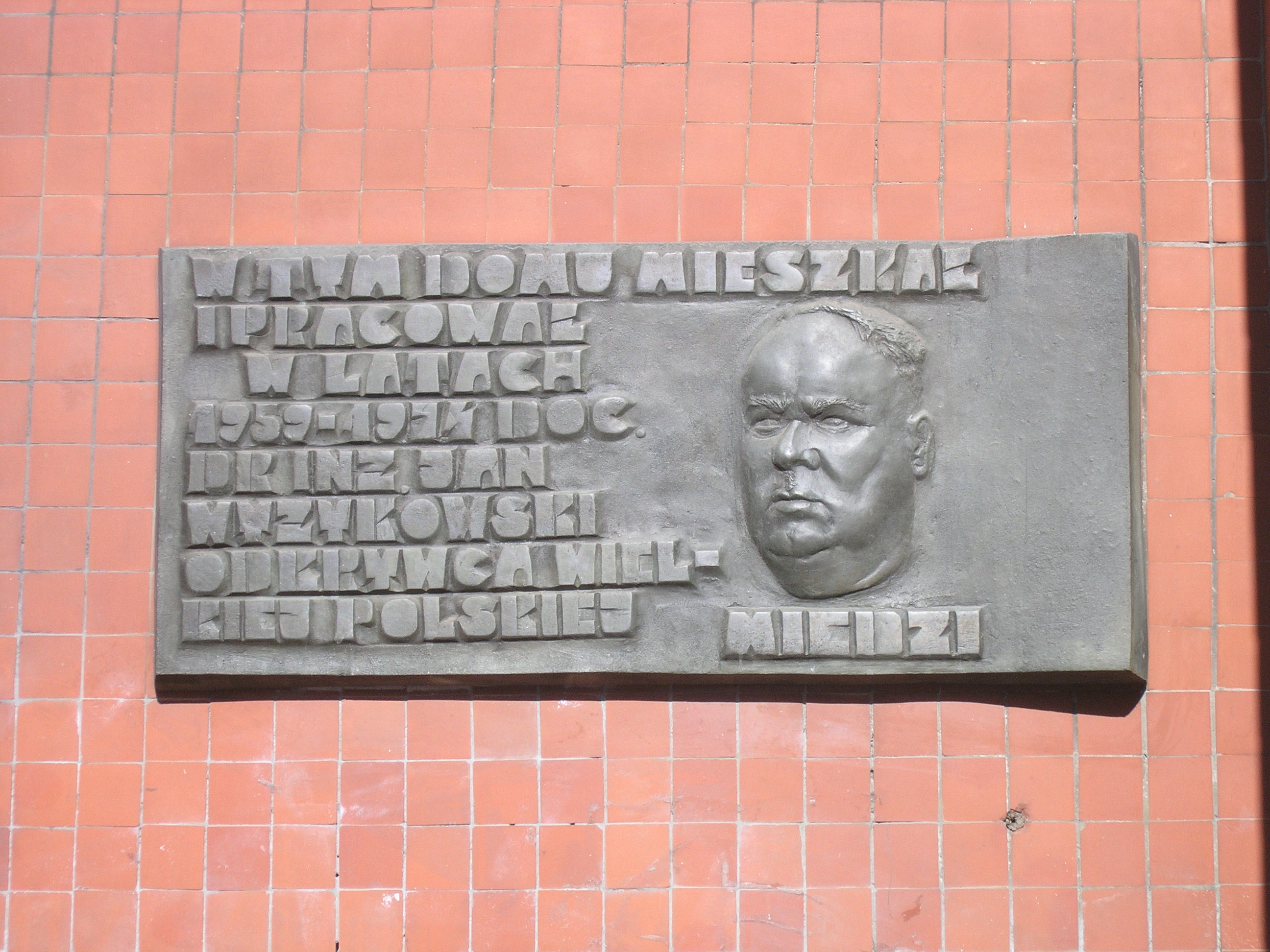
Pamětní deska na domě v Chmielné ulici ve Varšavě, kde v letech 1959–1974 žil ing. Jan Wyzykowski

Na začátku roku 1951, na základě spolupráce se Statním Geologickým Institutem začal pracovat na vyhledávání ložisek měděných rud v Dolním Slezsku. V letech 1951–1954 vedl výzkum v centrálních Sudetech, v okolí Kamenné Góry – Okrzeszyna a potom v pásmu od Głuszycy do Słupce. Zde objevil lokální měděné rudy v břidlicích v komplexu sedimentární horniny. Výsledky výzkumu popsal v studiích Výskyt měděných rud v centrálních Sudetech a předběžné průzkumné práce na měděných rudách v oblastí Nové Rudy provedené Polským Geologickým Institutem v letech 1953–1954 a Věc o výskytu měděných rud v Sudetech. V roce 1954 na základě rozhodnutí Vědecké Rady Geologického Institutu se stal odborným asistentem. Kromě toho v letech 1951–1952 se zúčastnil práci spojených s odvodňováním dolu Konrad u Złotoryje pod vedením profesora Romana Krajewského.
Následně začal pracovat na hledání měděných ložisek v jihozápadní částí Polska. Na začátku vrtání nebylo úspěšné, protože bylo provedeno na základě nekvalitního seismického průzkumu. Teprve 23. března 1957 vrt o hloubce 656 m v Sieroszowicích ukázal průmyslově význame měděné rudy. O pár měsíců později (8. srpna 1957) podobná měděna ruda byla nalezena v okolí Lubinu. Wyżykowski pokračoval v svém výzkumu, v roce 1959 zdokumentoval ložisko měděné rudy Lubin-Sieroszowice. které je největší v Evropě a jedno z největších na světě.
V dalších letech pokračoval v průzkumných pracích. V roce 1964 zpracoval Celkový projekt pro průzkum ložisek měděných rud. Díky této publikaci měl možnost v roce 1971 spočítat potenciální zdroje mědi v oblastí ležící severně od dříve zmíněného ložiska, na hloubce od 1200 do 1500 m.
V roce 1965 získal akademický titul doktor přírodních věd, a stanoviště samostatného vědeckého pracovníka Geologického Ústavu. V roce 1973 se stál docentem. V roce 1974 spolu se svým týmem zpracoval další projekt týkající se vyhledávání ložisek měděných rud, tentokrát v oblastí západních Sudet. Bohužel náhlá smrt mu nedovolila dokončit tento projekt.
Vědecká činnost Jana Wyżykowského se skládá z více než 30 publikaci a kolem 20 dalších výzkumů. Obdržel několik státních vyznamenání, mezí jiné Řád znovuzrozeného Polska (1959), Řad praporu práce první třidy (1970). Obdržel také Medaile 30. výročí Polské lidové republiky, Medaile Za zásluhy na národní obraně, Odznak 1000. výročí polského státu, Medaile Hornictví pro 1000. výroční polského státu, Odznak čestného titulu Zasloužilý aktivista odborového svazu horníků, zlatý odznak Sdružení inženýrů a těžebních techniků, Odznak Zasloužilý pro Dolní Slezsko, Odznak Zasloužilý pracovník socialistické práce, a Odznak Zasloužilý pro Geologický ústav. Obdržel také symbolický odznak novin „Život a modernita“, který byl přiznávaný za talent a charakter. Dne 27. září 1972 se stal Čestným obyvatelem Lubínu.
V roce 1966 spolu se svým týmem se stál laureátem Statní Ceny 1. stupně v oblastí geologie, hornictví a energetiky za odkrytí ložisek měděných rud Lubín – Sieroszowice, za zpracování první geologické dokumentace toho ložiska. Potom, v roce 1970 zase spolu s týmem obdržel Cenu předsedy Výboru věd a techniky za zpracování nové metody vyhledávání ložisek rud zinku a olovu.
Pohřben je na Vojenském hřbitově Powązki ve Varšavě (místo A35-4-4).

## Pojmenovaná veřejná instituce
Po Janu Wyżykovským jsou pojmenované základní školy v jeho rodném Haczowu a také v Krotoszicich, Głogowu, Polkovicích a v Lubinu, od března 2007 také jedna šachta v dolu Polkowice-Sieroszowice, která se nachází blízko místa, kde byly poprvé odkrytá ložiska mědi. V Lubínu je také památník Jana Wyżykowského. V Regionálním Muzeu v Brzozovu je stálá expozice, která ukazuje život a vědeckou činnost Jana Wyżykowského. Je také soukromá Vyšší Škola Jana Wyżykowského, která sídlí v Polkovicích.